# .im
.im為英國王室屬地萌島國家及地區頂級域（ccTLD）的域名。由于即时通讯的缩写为IM，有些即时通讯软件使用.im作为后缀，例如Pidgin, imo.im. 而又因IM可以表示I'm的含义，一些个人网站也使用.im域名。

## 外部連結
- IANA .im whois information（页面存档备份，存于）